# Quận Wayne, Nebraska
Quận Wayne là một quận thuộc tiểu bang Nebraska, Hoa Kỳ.
Quận này được đặt tên theo. Theo điều tra dân số của Cục điều tra dân số Hoa Kỳ năm 2000, quận có dân số 9851 người. Quận lỵ đóng ở Wayne6.

## Địa lý
Theo Cục điều tra dân số Hoa Kỳ, quận có diện tích 1149 km2, trong đó có 0 km2 là diện tích mặt nước.

### Quận giáp ranh
- Quận Dixon, Nebraska - (đông bắc)
- Quận Thurston, Nebraska - (đông)
- Quận Cuming, Nebraska - (đông nam)
- Quận Stanton, Nebraska - (nam)
- Quận Pierce, Nebraska - (tây)
- Quận Cedar, Nebraska - (bắc)

## Thông tin nhân khẩu
Theo điều tra dân số 2 năm 2000, đã có 9.851 người, 3.437 hộ gia đình, và 2.206 gia đình sống trong quận hạt. Mật độ dân số là 22 người trên một dặm vuông (9/km ²). Có 3.662 đơn vị nhà ở mật độ trung bình của 8 trên một dặm vuông (3/km ²). Cơ cấu chủng tộc dân cư gồm có 96,78% người da trắng, 0,94% da đen hay Mỹ gốc Phi, 0,35% người Mỹ bản xứ, 0,35% châu Á, Thái Bình Dương 0,01%, 0,85% từ các chủng tộc khác, và 0,72% từ hai hoặc nhiều chủng tộc. 1,48% dân số là người Hispanic hay Latino thuộc một chủng tộc nào. 57,5% là của Đức, Ailen 6,0% và 5,9% gốc Thụy Điển theo điều tra dân số năm 2000.
Có 3.437 hộ, trong đó 30,50% có trẻ em dưới 18 tuổi sống chung với họ, 56,20% là đôi vợ chồng sống với nhau, 5,40% có một chủ hộ nữ và không có chồng, và 35,80% là không gia đình. 25,10% hộ gia đình đã được tạo ra từ các cá nhân và 10,60% có người sống một mình 65 tuổi hoặc lớn tuổi hơn là người. Cỡ hộ trung bình là 2,51 và cỡ gia đình trung bình là 3.02.
Trong quận tháp tuổi dân cư đã được trải ra với 21,60% dưới độ tuổi 18, 25,40% 18-24, 21,20% 25-44, 18,00% từ 45 đến 64, và 13,70% từ 65 tuổi trở lên người. Độ tuổi trung bình là 28 năm. Đối với mỗi 100 nữ có 92,30 nam giới. Đối với mỗi 100 nữ 18 tuổi trở lên, đã có 92,30 nam giới.
Thu nhập trung bình cho một hộ gia đình trong quận đạt 32.366 USD, và thu nhập trung bình cho một gia đình là $ 43.840. Phái nam có thu nhập trung bình $ 27.848 so với 20.376 $ cho phái nữ. Thu nhập bình quân đầu người là 14.644 $. Có 7,40% gia đình và 14,50% dân số sống dưới mức nghèo khổ, bao gồm 10,60% những người dưới 18 tuổi và 7,20% của những người 65 tuổi hoặc hơn.